# Gsies
Gsies ([ɡsiə̯s]; italienisch: Valle di Casies) ist eine Gemeinde im Gsieser Tal, einem Seitental des Pustertals in Südtirol (Italien), das vor allem für seine Natur und Landschaft bekannt ist. In der Gemeinde befinden sich mehrere kleine dörfliche Siedlungen sowie verstreute Weiler und Höfe mit insgesamt 2322 Einwohnern (Stand 31. Dezember 2023).
Neben der Landwirtschaft wird Tourismus betrieben, welcher vielen Bergbauern den Unterhalt sichert. Trotzdem gehen mehr als die Hälfte der Berufstätigen außerhalb der Gemeinde einer Beschäftigung nach.

## Geografie

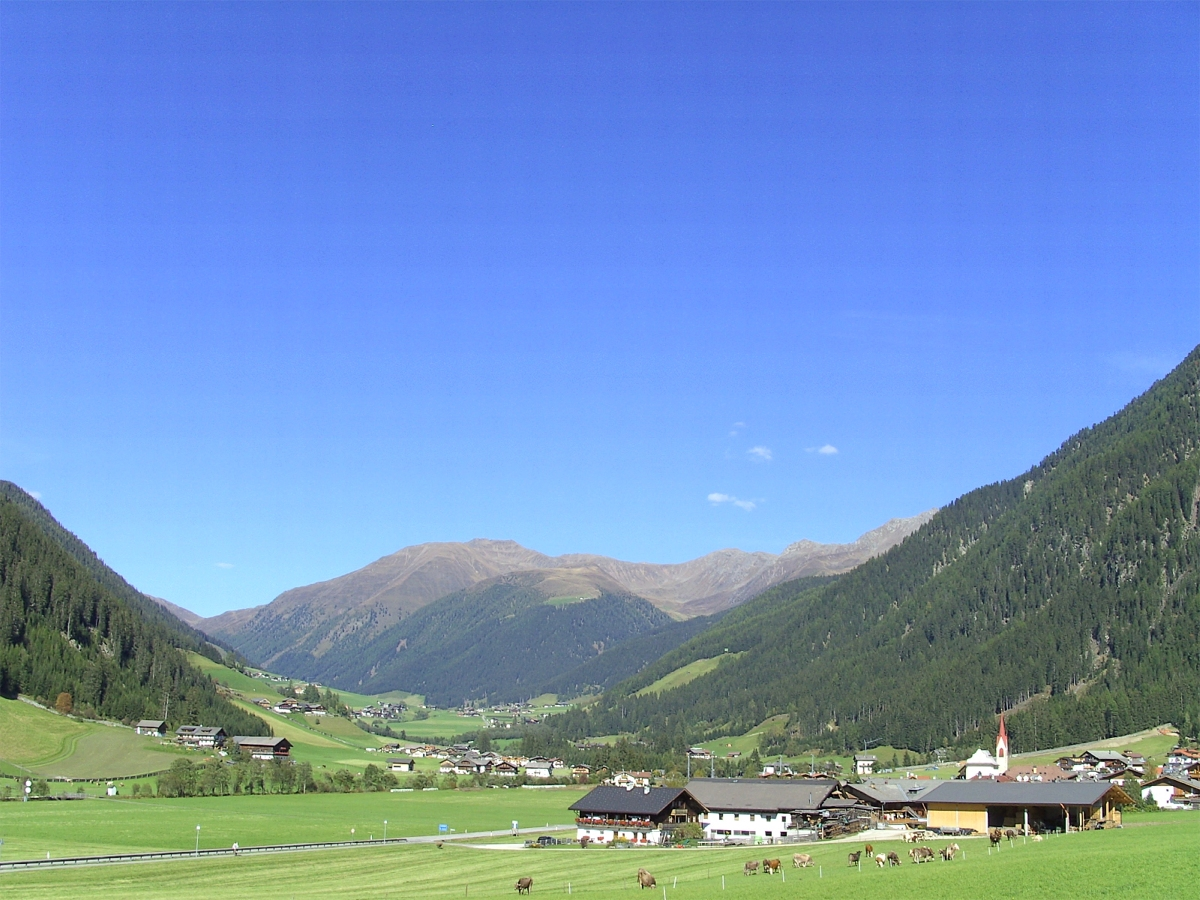
Blick auf das Gsieser Tal

Die Gemeinde Gsies nimmt den Hauptteil des Gsieser Tals ein, das vom Gsieser Bach (auch Pidigbach genannt) durchflossen wird und im Osten Südtirols liegt. Das Gsieser Tal zweigt vom in Ost-West-Richtung verlaufenden Pustertal nach Nordosten ab. Während sein Taleingang noch zur Gemeinde Welsberg-Taisten gehört, erstreckt sich im größten Teil sowie in unbewohnten Nebentälern und den umliegenden Bergen die Gemeinde Gsies auf einer Gesamtfläche von 108,95 km².
Die Bevölkerung bewohnt zahlreiche kleinere dörfliche Siedlungen, Weiler und Gehöfte, die sich meist am Talboden auf Höhen zwischen 1200 und 1600 m s.l.m. befinden. Die drei größten Ortschaften sind Pichl, der Gemeindesitz St. Martin und St. Magdalena.
Gsies ist von Kämmen der Villgratner Berge umgeben. Der Gsies im Westen und Nordwesten zum Antholzer Tal hin begrenzende Kammabschnitt findet in der Roten Wand (2818 m) seinen höchsten Punkt und wird durch das Karbachtal gegliedert. Dieses ist das bedeutendste Seitental des Gsieser Tals, sein oberster Abschnitt gehört allerdings schon zur Nachbargemeinde Rasen-Antholz. Der im Norden über dem Gsieser Talschluss liegende Kammabschnitt, der am Kärlskopf (2836 m) und dem Deferegger Pfannhorn (2820 m) kulminiert, bildet die Grenze zwischen Italien und Österreich zum Bundesland Tirol. Geteilt wird er durch einen Übergang ins Osttiroler Defereggental, das Gsieser Törl (2205 m). Auch der das Gsieser Tal östlich einrahmende Kamm – durch das Pfoital und das Verselltal eingeschnitten – trägt auf einer langen Strecke die Staatsgrenze. Dort trennt er Gsies von Innervillgraten im österreichischen Villgratental. Im äußersten Südosten und Süden des Gemeindegebiets läuft der Ostkamm in einen bewaldeten Rücken aus, der Gsies zum Hochpustertal hin in der Gegend von Toblach und Niederdorf abgrenzt.

## Geologie

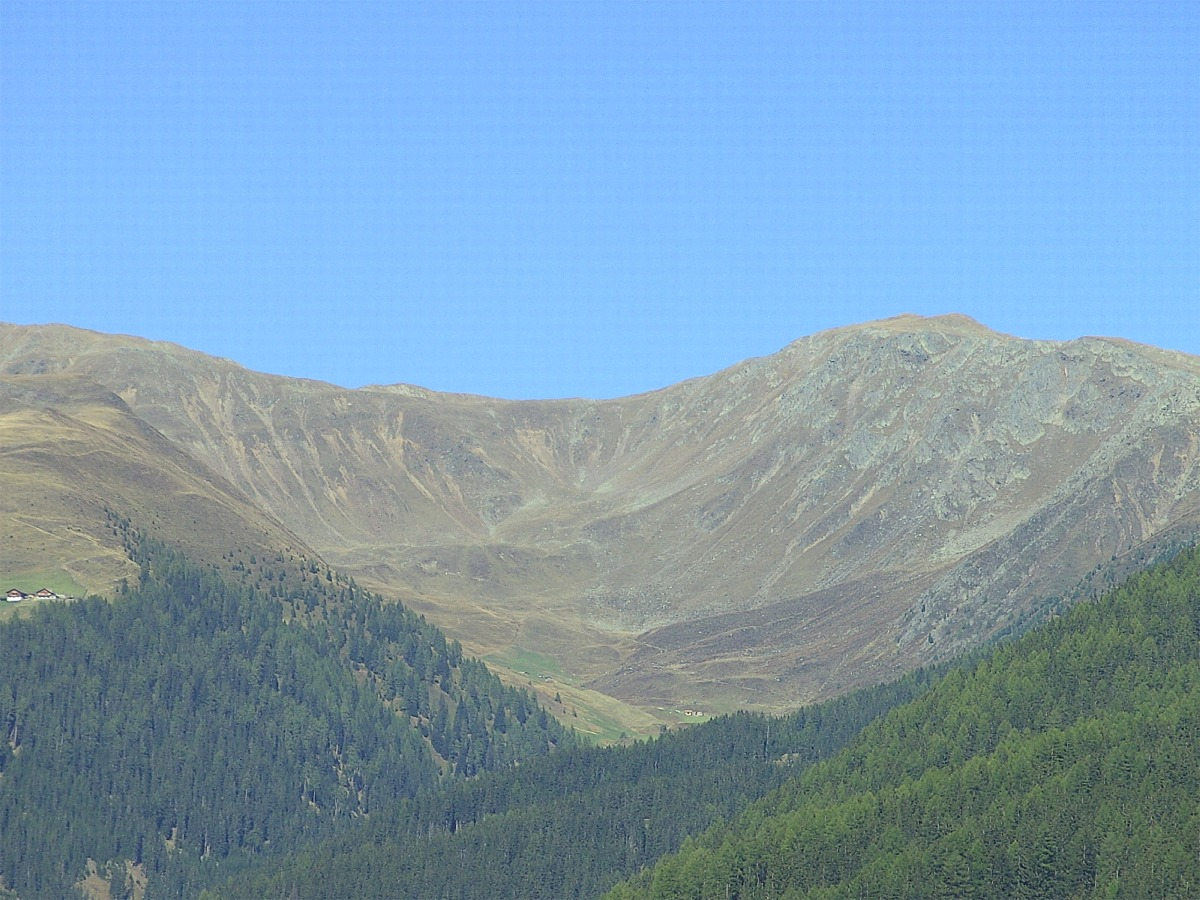
Berglandschaft in Gsies

Vorherrschende Gesteinsart sind Alte Gneise, teilweise sind auch Einlagerungen von Antholzer Granit-Gneis zu finden. Das Gsieser Tal weist teilweise eine erhöhte Radonkonzentration auf. Das geruchlose und hochradioaktive Gas tritt an manchen Stellen aus dem Boden aus und sammelt sich häufig in Kellern von älteren Gebäuden an. In der Gsieser Volksschule stellte man, nachdem Kinder über Kopfschmerzen geklagt hatten, eine besonders hohe Radonbelastung fest.

## Geschichte

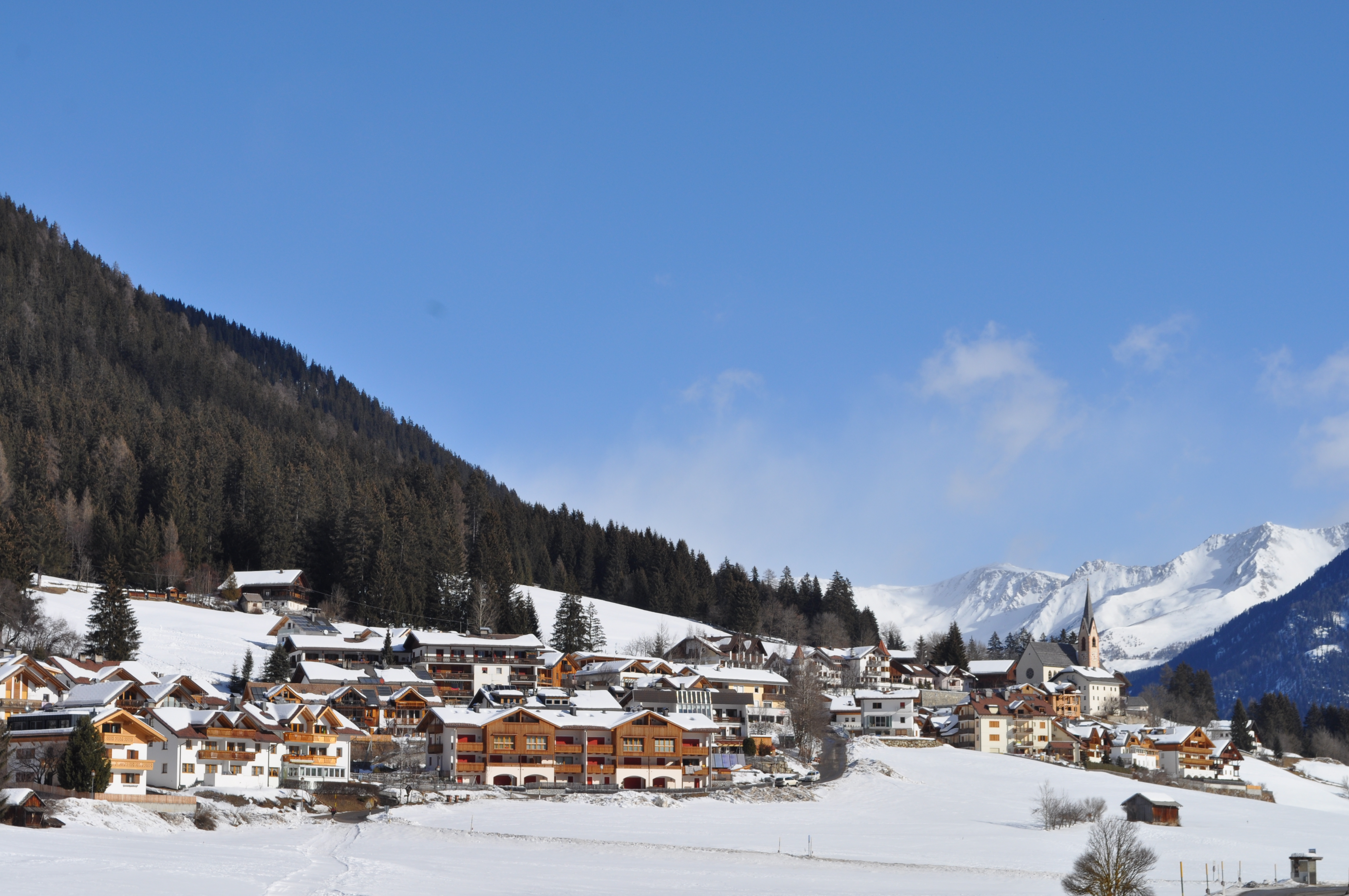
Pichl

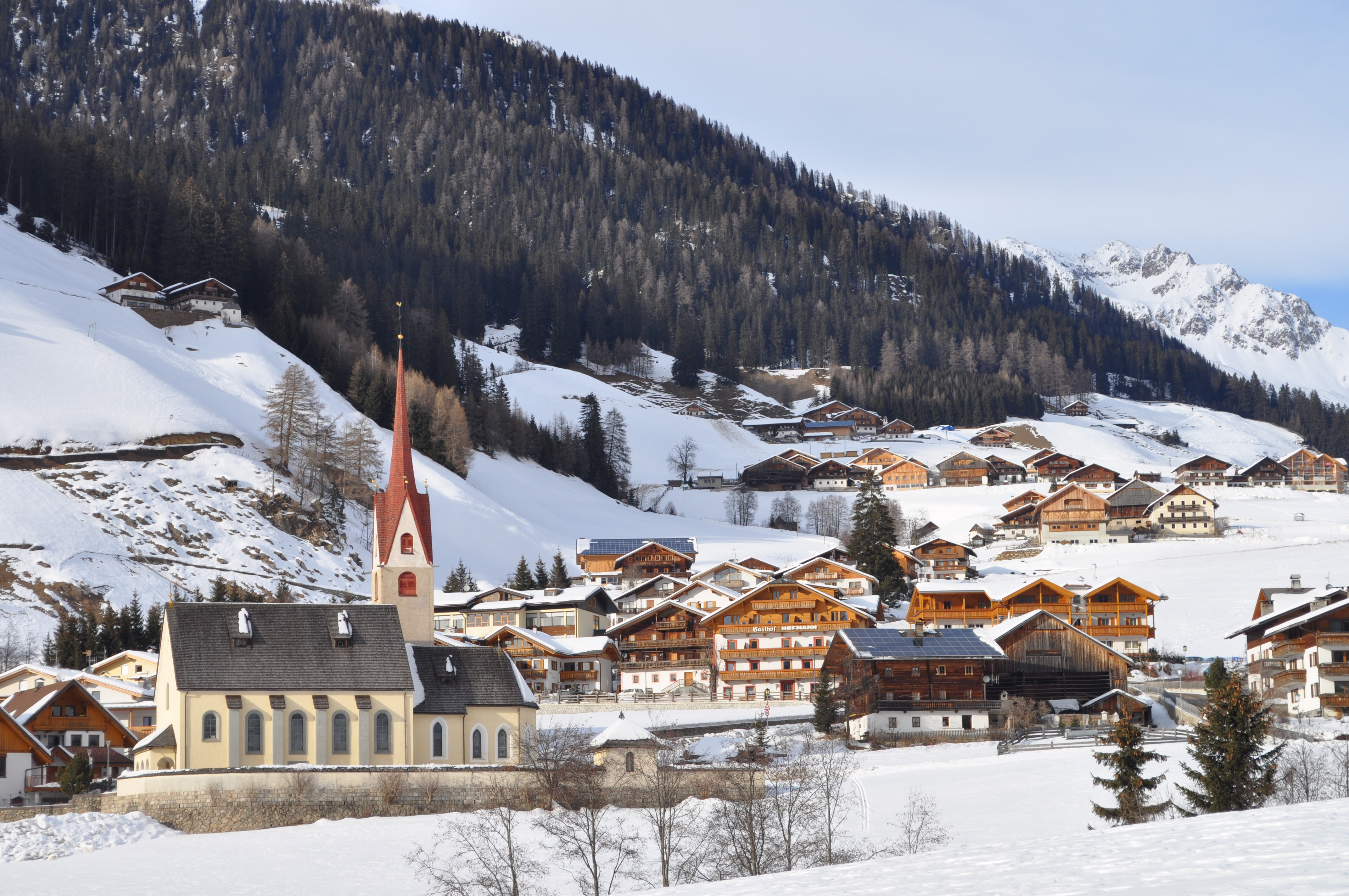
St. Magdalena

Ur- und frühgeschichtlich war das Tal spärlich besiedelt. Am oberen Gols im Harmer stand eine kleine prähistorische Wallburg. Auch im Unterplankner Puregg ist bergseitig eine Siedlung nachzuweisen. Eine frühe extensive Weidewirtschaft ist durch die urkundliche Nennung von Sirminît, der Tscharnietalpe am Talschluss des Tscharnietbaches, im 10. Jahrhundert belegt.
Die erste urkundliche Erwähnung von Gsies als Gesiez stammt aus dem Zeitraum 1215–1235. Bei urkundlichen Nennungen aus dieser Epoche besteht Verwechslungsgefahr mit Gschieß (Kärnten); die häufig zitierte Erwähnung eines ‚Hainricus de Gesize‘ datiert 1178–1189 wird mittlerweile einem edlen Herrn von Gschieß zugeordnet.
Zur Herleitung des Namens gibt es mehrere Theorien. Er könnte auf das mittelhochdeutsche gesiuse (‚Windgesause‘, auch ‚Jagdlärm‘) zurückgehen oder eine Ableitung von „sitzen“ sein (althochdeutsch gisiezida‚ grundherrschaftlicher Besitz‘) oder auch ein substantivierter Partizip von „schützen“: Das „Geschützte“ (mittelhochdeutsch: geschüzze) könnte jene Fluren mit den dazugehörigen Siedlungen bezeichnet haben, die eingezäunt bzw. umfriedet waren.
In Mittelalter und Früher Neuzeit rechnete Gsies als eigene Nachbarschaft zum Landgericht Welsberg. Die heutige Gemeinde Gsies entstand 1929 durch Zwangszusammenlegung der bisher selbstständigen Gemeinden Pichl, St. Martin und St. Magdalena. Bis 1985 war Pichl, wo 1953 für die Gemeindeämter ein Gemeindehaus in der Örtlichkeit Durnwald erbaut wurde, Sitz der Gemeinde. 1985 wurde der Sitz nach St. Martin verlegt.

## Kultur
Zu den bekanntesten Gsieser Almfesten zählen die sogenannten Hifflafeste auf der Galfallalm. Dabei finden die traditionellen Feierlichkeiten über die geglückte Sauschba-Ernte (Sauschba = Johannisbeeren) statt.
Ähnlich wie die Sarner sind auch die Gsieser Gegenstand vieler Witze, die mit den Ostfriesenwitzen vergleichbar sind (häufig auch einfache Adaptionen derselben). Die Gsieser selbst erzählen sich gerne Witze über die Villgrater, die Bewohner des benachbarten Tales Villgraten. Die beiden Täler Gsies und Villgraten sind heute durch die Staatsgrenze zwischen Österreich und Italien getrennt. Allerdings pflegen die Gsieser und die Villgrater noch immer regelmäßig Kontakte zueinander.
Wie in vielen Alpenregionen, die vor der Zeit der Industrialisierung und des Massentourismus mehr oder weniger für sich isoliert lebten, entwickelten sich aus dem Dialekt eigene, lokale Begriffe. Einige davon, die man im Gsieser Tal verwendet, sind Sauschba (Johannisbeere), Possl (spielen), Eare (Erde), Nunzn (Ameisen).
Ein historischer Bauernhof (das „olte Voadohuibn Haus“) in St. Magdalena ermöglicht Einblicke in das frühere Leben auf einem kleinen Bergbauernhof. Es werden alte Werkzeuge und Geräte gezeigt sowie Führungen angeboten.

## Politik

### Bürgermeister
Bürgermeister seit 1945:
- Johann Felderer: 1945–1960
- Leonhard Leitgeb: 1960–1985
- Anton Felderer: 1985–2005
- Paul Schwingshackl: 2005–2015
- Kurti Taschler: 2015–2020
- Paul Schwingshackl: seit 2020

### Wappen
Die Blasonierung lautet: „In Gold zwei quer gegeneinander gestellte, schwarze Schurfeisen“. Das Wappen geht auf die 1429 ausgestorbenen Ritter von Gsies zurück.

### Gemeindepartnerschaften
Der Gsieser Ortsteil Pichl ist seit 1974 mit der Gemeinde Schwegenheim in Rheinland-Pfalz, Deutschland verpartnert.

## Bevölkerung
Gsies ist gemäß den erhobenen Sprachgruppenzugehörigkeitserklärungen bzw. Sprachgruppenzuordnungserklärungen eine weitgehend deutschsprachige Gemeinde. Als Berechnungsgrundlage der folgenden Prozentwerte wurden die gültigen Erklärungen von Personen mit italienischer Staatsbürgerschaft herangezogen.
| Sprache     | 1981    | 1991    | 2001    | 2011    | 2024    |
| ----------- | ------- | ------- | ------- | ------- | ------- |
| Deutsch     | 99,69 % | 99,64 % | 98,47 % | 98,29 % | 98,11 % |
| Italienisch | 0,31 %  | 0,20 %  | 1,43 %  | 1,62 %  | 1,80 %  |
| Ladinisch   | 0,00 %  | 0,15 %  | 0,10 %  | 0,09 %  | 0,09 %  |

## Bildung
In Pichl und St. Magdalena gibt es je einen Kindergarten für die deutsche Sprachgruppe, die vom Kindergartensprengel Bruneck verwaltet werden.
Auf dem Gemeindegebiet befinden sich drei Grundschulen in Pichl, St. Magdalena und St. Martin, die zusammen dem deutschen Schulsprengel Welsberg der Nachbargemeinde angeschlossen sind.

## Sport
Jährlich am 3. Sonntag im Februar findet der größte Volkslanglauf Südtirols und das zweitgrößte Langlaufrennen Italiens, der Gsieser Tal-Lauf, statt.
Die Naturbahnrodel-Weltmeisterschaft wurde hier 1990 und 1994 ausgetragen, außerdem die Naturbahnrodel-Juniorenweltmeisterschaft 2002.
In Gsies wurde aus der Not heraus das Böckl erfunden, ein Wintersportgerät, das aus einem Holzgestell und einem Ski besteht, mit dem man die Skipisten und Rodelbahnen herunterfahren kann. In den vergangenen Jahren organisierte der Freizeitclub „Sportfreunde Gsies“ das größte und härteste Böcklrennen im gesamten Alpenraum mit mehr als 350 Teilnehmern.

## Persönlichkeiten aus Gsies und Umgebung
- Nikolaus Amhof (1770–1810), der Keilwirt, war Hauptmann der Schützenkompanie und kämpfte in den Tiroler Freiheitskämpfen 1809/10 gegen die Franzosen. Er wurde im Juni 1810 in Niederdorf von den Franzosen erschossen.
- Pater Joachim Haspinger (1776–1858), Freiheitskämpfer an der Seite von Andreas Hofer
- Johann Hintner (1834–1892), Maler
- Simon Stoll (1852–1914), Fabrikant, Politiker und Mäzen
- Luis Seiwald (* 1969), Künstler, Duo Artbrothers Kraxentrouga
- Erich Schwingshackl (* 1970), Koch
- Magdalena Amhof (* 1977), Politikerin (SVP)